# Wierzbna (Opole)
Pour les articles homonymes, voir Wierzbna.
Wierzbna est une localité polonaise du gmina de Grodków, située dans le powiat de Brzeg (voïvodie d'Opole).
En 2021, la localité compte 156 habitants.

## Histoire
De 1742 à 1945, Würben fait partie de l'arrondissement de Grottkau dans le district d'Oppeln au sein de la province de Silésie.